# Annika: mord till havs
Annika: mord till havs är en brittisk TV-serie och kriminaldrama, baserad på BBC Radio 4:s radioteaterprogram Annika Strandhed. Serien är skriven av Nick Walker med Nicola Walker i titelrollen, och för regin står Philip John och Fiona Walton. Den är producerad av Black Camel Pictures för Alibi och All3Media. Serien hade premiär i Storbritannien 17 augusti 2021 och har sänts i Sverige av SVT.
Annika Strandhed är kommissarie vid den skotska polisen, nyligen överflyttad till den marina mordroteln i Glasgow. Hennes tonårsdotter medföljer vid flytten och relationen mellan dem utgör en pågående subplot under hela första säsongen. 
Annika Strandheds namn kommer sig av att hon, precis som i radioteatern, har norskt påbrå. Radioteatern byggde också på ett manus av Nick Walker med Nicola Walker i huvudrollen, men utspelade sig i Oslo.

## Rollista
- Nicola Walker som Annika Strandhed
- Jamie Sives som Michael McAndrews
- Katie Leung som Blair Ferguson
- Ukweli Roach som Tyrone Clarke
- Kate Dickie som Diane Oban
- Silvie Furneaux som Annikas tonårsdotter Morgan
- Paul McGann som barnterapeuten Jake Strathearn

## Produktion
Inspelningen av serien påbörjades den 14 december 2020 och avslutades den 2 april 2021. Den ägde rum främst i Glasgow, vid floden Clyde och i olika städer i Argyllshire. Beacon Arts Center fick utgöra  mordenhetens bas och Strandheds hem förlades på stranden av Loch Lomond.

### Musik
Anton Newcombe och Dot Allison skrev och komponerade "Bringing Murder to the Land" för vinjetten.